# Unterthürheim

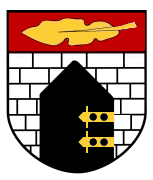
Wappen

Unterthürheim ist ein Gemeindeteil von Buttenwiesen im schwäbischen Landkreis Dillingen an der Donau in Bayern. Er liegt einen Kilometer südwestlich von Buttenwiesen am linken Zusamtalhang. Der Ort hat 931 Einwohner (Stand: 1. Januar 2016).

## Geschichte

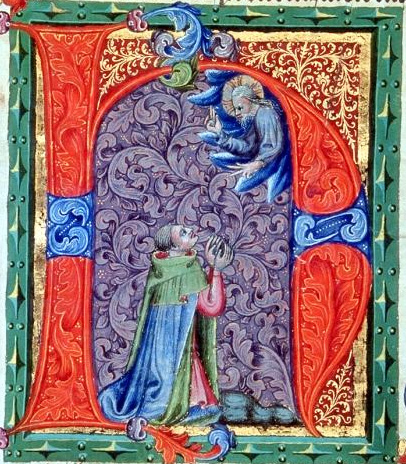
Ulrich von Türheim in einer Darstellung von 1387 in einem Rennewart-Manuskript

Das Pfarrdorf Unterthürheim wurde wie das benachbarte Oberthürheim 1048 erstmals in einer Urkunde genannt. Darin werden Grundbesitz, Kirche und Zehnt in Pfaffenhofen mit dem Zehnt zu Thürheim dem Kloster St. Stephan in Augsburg geschenkt. Nach Unterthürheim benannte sich ein niederes Adelsgeschlecht, die Herren von Thürheim. Sie saßen auf dem Thürlesberg, der sich rund zwei Kilometer nordwestlich vom Ort in beherrschender Lage befindet. Die Burg der Herren von Thürheim wurde vermutlich im 14. Jahrhundert zerstört und die Mitglieder der Familie zogen in die Städte. Der bekannteste Vertreter des Geschlechts ist der Dichter Ulrich von Türheim, der um 1200 lebte.
Das Kloster Kaisheim erwarb ab 1242 Besitz im Ort und wurde schließlich zum wichtigsten der vielen Grundherren. Es konnte die Ortsherrschaft durchsetzen und erst durch die Säkularisation des Klosters im Jahr 1802 kam Unterthürheim zu Bayern. Der Ort wurde dem Landgericht Wertingen zugeteilt.
Am 1. Januar 1976 wurde die bis dahin selbständige Gemeinde Unterthürheim mit der Nachbargemeinde Oberthürheim zur neuen Gemeinde Thürheim zusammengeschlossen. Diese wurde bereits am 1. Mai 1978 in die Gemeinde Buttenwiesen eingegliedert.

## Religionen

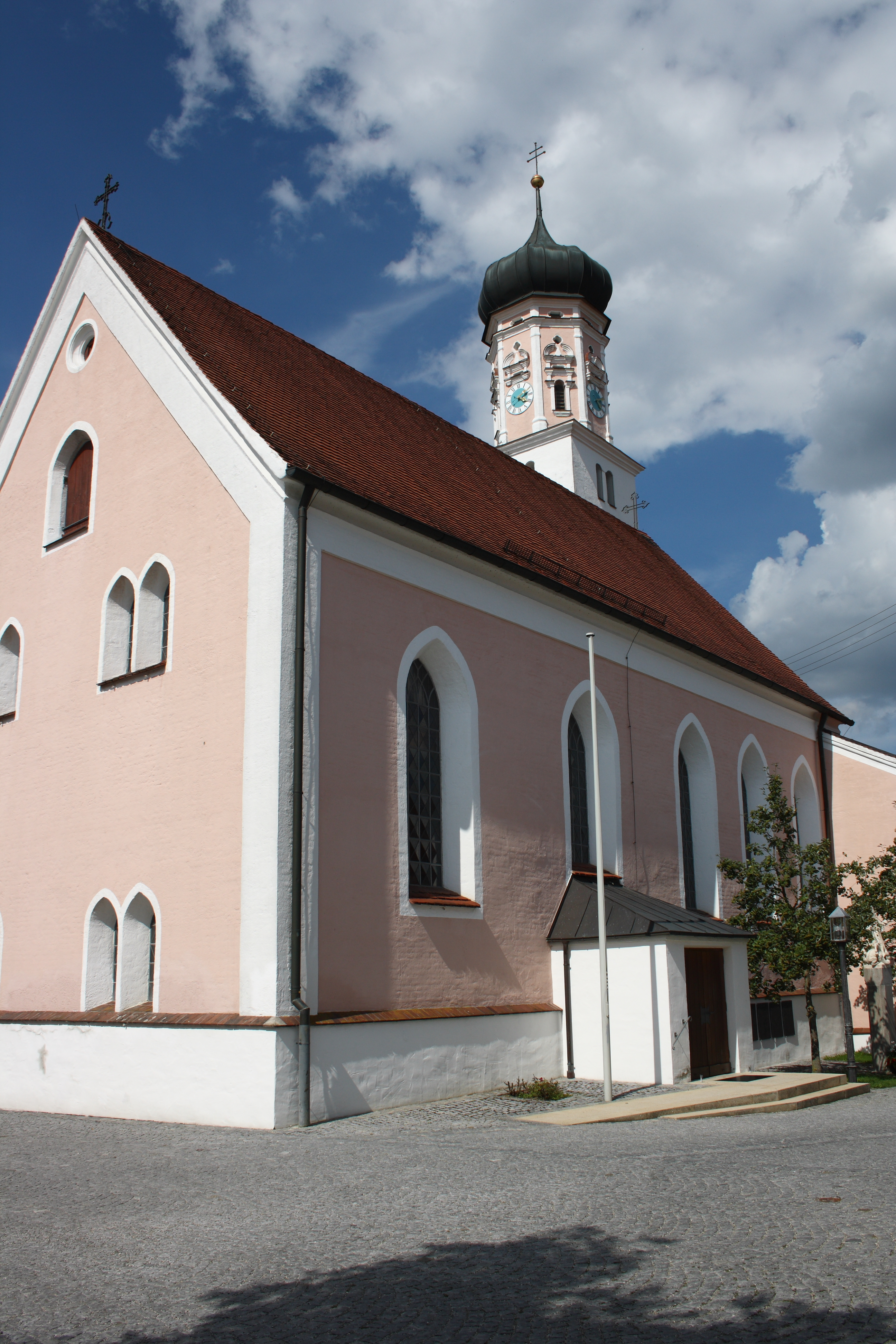
Kirche Maria Hilf in Unterthürheim

Unterthürheim gehörte lange Zeit zur Pfarrei Pfaffenhofen, es wurde erst 1859 zur eigenen Pfarrei erhoben. Der Chor und die Turmuntergeschosse der Kirche Maria Hilf wurden im 15. Jahrhundert errichtet. Der Turm erhielt um 1690 seine heutige Form und das Langhaus wurde 1861 erbaut.
Bis zum 31. August 2013 war die Pfarrei Unterthürheim Sitz der Pfarreiengemeinschaft Unterthürheim mit den Pfarreien Oberthürheim, Pfaffenhofen und Unterthürheim. Seit 1. September 2013 gehören die drei Pfarreien zur Pfarreiengemeinschaft Buttenwiesen.

## Baudenkmäler
Siehe: Liste der Baudenkmäler in Unterthürheim

## Bodendenkmäler
Siehe: Liste der Bodendenkmäler in Buttenwiesen

## Töchter und Söhne des Ortes
- Leonhard Helmschrott (1921–2011), Journalist und Politiker
- Irma Krauß (1949–2024), Schriftstellerin